# MotoGP cseh nagydíj
A MotoGP cseh nagydíja, korábban csehszlovák nagydíj a MotoGP egy versenye, melyet 1965 óta rendeznek meg a vb keretein belül. Előtte is megrendezték már, de akkor még nem számított bele a pontversenybe.

## A cseh nagydíj győztesei
| Év   | Helyszín | Moto3                 | Moto2            | MotoGP           | Összefoglaló |
| ---- | -------- | --------------------- | ---------------- | ---------------- | ------------ |
| 2025 | Brno     | José Antonio Rueda    | Joe Roberts      | Marc Márquez     | Összefoglaló |
| 2020 | Brno     | Dennis Foggia         | Enea Bastianini  | Brad Binder      | Összefoglaló |
| 2019 | Brno     | Arón Canet            | Álex Márquez     | Marc Márquez     | Összefoglaló |
| 2018 | Brno     | Fabio Di Giannantonio | Miguel Oliveira  | Andrea Dovizioso | Összefoglaló |
| 2017 | Brno     | Joan Mir              | Thomas Lüthi     | Marc Márquez     | Összefoglaló |
| 2016 | Brno     | John McPhee           | Jonas Folger     | Cal Crutchlow    | Összefoglaló |
| 2015 | Brno     | Niccolò Antonelli     | Johann Zarco     | Jorge Lorenzo    | Összefoglaló |
| 2014 | Brno     | Alexis Masbou         | Esteve Rabat     | Dani Pedrosa     | Összefoglaló |
| 2013 | Brno     | Luis Salom            | Mika Kallio      | Marc Márquez     | Összefoglaló |
| 2012 | Brno     | Jonas Folger          | Marc Márquez     | Dani Pedrosa     | Összefoglaló |
| Év   | Helyszín | 125 cm³               | Moto2            | MotoGP           | Összefoglaló |
| 2011 | Brno     | Sandro Cortese        | Andrea Iannone   | Casey Stoner     | Összefoglaló |
| 2010 | Brno     | Nicolás Terol         | Toni Elías       | Jorge Lorenzo    | Összefoglaló |
| Év   | Helyszín | 125 cm³               | 250 cm³          | MotoGP           | Összefoglaló |
| 2009 | Brno     | Nicolás Terol         | Marco Simoncelli | Valentino Rossi  | Összefoglaló |
| 2008 | Brno     | Stefan Bradl          | Álex Debón       | Valentino Rossi  | Összefoglaló |
| 2007 | Brno     | Héctor Faubel         | Jorge Lorenzo    | Casey Stoner     | Összefoglaló |
| 2006 | Brno     | Álvaro Bautista       | Jorge Lorenzo    | Loris Capirossi  | Összefoglaló |
| 2005 | Brno     | Thomas Lüthi          | Dani Pedrosa     | Valentino Rossi  | Összefoglaló |
| 2004 | Brno     | Jorge Lorenzo         | Sebastián Porto  | Sete Gibernau    | Összefoglaló |
| 2003 | Brno     | Dani Pedrosa          | Randy de Puniet  | Valentino Rossi  | Összefoglaló |
| 2002 | Brno     | Lucio Cecchinello     | Marco Melandri   | Max Biaggi       | Összefoglaló |
| Év   | Helyszín | 125 cm³               | 250 cm³          | 500 cm³          | Összefoglaló |
| 2001 | Brno     | Toni Elías            | Harada Tecuja    | Valentino Rossi  | Összefoglaló |
| 2000 | Brno     | Roberto Locatelli     | Nakano Sinja     | Max Biaggi       | Összefoglaló |
| 1999 | Brno     | Marco Melandri        | Valentino Rossi  | Okada Tadajuki   | Összefoglaló |
| 1998 | Brno     | Marco Melandri        | Harada Tecuja    | Max Biaggi       | Összefoglaló |
| 1997 | Brno     | Ueda Noboru           | Max Biaggi       | Michael Doohan   | Összefoglaló |
| 1996 | Brno     | Valentino Rossi       | Max Biaggi       | Àlex Crivillé    | Összefoglaló |
| 1995 | Brno     | Szakata Kazuto        | Max Biaggi       | Luca Cadalora    | Összefoglaló |
| 1994 | Brno     | Szakata Kazuto        | Max Biaggi       | Michael Doohan   | Összefoglaló |
| 1993 | Brno     | Szakata Kazuto        | Loris Reggiani   | Wayne Rainey     | Összefoglaló |

## A Csehszlovák Nagydíj győztesei
A piros háttérrel jelzett versenyek nem befolyásolták a vb végkimenetelét.
| Év   | Helyszín | 80 cm³            | 125 cm³             | 250 cm³           | 350 cm³            | 500 cm³           | Összefoglaló |
| ---- | -------- | ----------------- | ------------------- | ----------------- | ------------------ | ----------------- | ------------ |
| 1991 | Brno     |                   | Alessandro Gramigni | Helmut Bradl      |                    | Wayne Rainey      | Összefoglaló |
| 1990 | Brno     |                   | Hans Spaan          | Carlos Cardús     |                    | Wayne Rainey      | Összefoglaló |
| 1989 | Brno     | Herri Torrontegui | Àlex Crivillé       | Reinhold Roth     |                    | Kevin Schwantz    | Összefoglaló |
| 1988 | Brno     | Jorge Martínez    | Jorge Martínez      | Juan Garriga      |                    | Wayne Gardner     | Összefoglaló |
| 1987 | Brno     | Stefan Dörflinger | Fausto Gresini      | Anton Mang        |                    | Wayne Gardner     | Összefoglaló |
| 1986 | Brno     | Bruno Casanova    |                     | Hans Lindner      |                    |                   | Összefoglaló |
| 1985 | Brno     |                   | Paul Bordes         | Massimo Matteoni  |                    |                   | Összefoglaló |
| 1984 | Brno     |                   |                     |                   |                    | Massimo Messere   | Összefoglaló |
| 1983 | Brno     |                   |                     |                   |                    | Gustav Reiner     | Összefoglaló |
| 1982 | Brno     |                   | Eugenio Lazzarini   | Carlos Lavado     | Didier de Radiguès |                   | Összefoglaló |
| 1981 | Brno     | Theo Timmer       |                     | Anton Mang        | Anton Mang         |                   | Összefoglaló |
| 1980 | Brno     |                   | Guy Bertin          | Anton Mang        | Anton Mang         |                   | Összefoglaló |
| 1979 | Brno     |                   | Guy Bertin          | Kork Ballington   | Kork Ballington    |                   | Összefoglaló |
| 1978 | Brno     | Ricardo Tormo     |                     | Kork Ballington   | Kork Ballington    |                   | Összefoglaló |
| 1977 | Brno     |                   |                     | Franco Uncini     | Johnny Cecotto     | Johnny Cecotto    | Összefoglaló |
| 1976 | Brno     |                   |                     | Walter Villa      | Walter Villa       | John Newbold      | Összefoglaló |
| 1975 | Brno     |                   | Leif Gustafsson     | Michel Rougerie   | Otello Buscherini  | Phil Read         | Összefoglaló |
| 1974 | Brno     | Henk van Kessel   | Kent Andersson      | Walter Villa      |                    | Phil Read         | Összefoglaló |
| 1973 | Brno     |                   | Otello Buscherini   | Dieter Braun      | Teuvo Länsivuori   | Giacomo Agostini  | Összefoglaló |
| 1972 | Brno     |                   | Börje Jansson       | Jarno Saarinen    | Jarno Saarinen     | Giacomo Agostini  | Összefoglaló |
| 1971 | Brno     | Barry Sheene      | Angel Nieto         | Drapál János      | Jarno Saarinen     |                   | Összefoglaló |
| 1970 | Brno     | Aalt Toersen      | Gilberto Parlotti   | Kel Carruthers    | Giacomo Agostini   |                   | Összefoglaló |
| 1969 | Brno     | Paul Lodewijkx    | Dave Simmonds       | Renzo Pasolini    | Giacomo Agostini   | Giacomo Agostini  | Összefoglaló |
| 1968 | Brno     |                   | Phil Read           | Phil Read         | Giacomo Agostini   | Giacomo Agostini  | Összefoglaló |
| 1967 | Brno     |                   | Bill Ivy            | Phil Read         | Mike Hailwood      | Mike Hailwood     | Összefoglaló |
| 1966 | Brno     |                   | Luigi Taveri        | Mike Hailwood     | Mike Hailwood      | Mike Hailwood     | Összefoglaló |
| 1965 | Brno     |                   | Frank Perris        | Phil Read         | Jim Redman         | Mike Hailwood     | Összefoglaló |
| 1964 | Brno     |                   | Luigi Taveri        | Heinz Rosner      | Stanislav Malina   |                   | Összefoglaló |
| 1963 | Brno     |                   | Luigi Taveri        | Stanislav Malina  | Gustav Havel       | Gustav Havel      | Összefoglaló |
| 1962 | Brno     |                   |                     | Stanislav Malina  | Jim Redman         | František Šťastný | Összefoglaló |
| 1961 | Brno     |                   | Jim Redman          | Jim Redman        | František Šťastný  | Rudolf Thalhammer | Összefoglaló |
| 1960 | Brno     |                   | Ernst Degner        | František Šťastný | František Šťastný  | Gary Hocking      | Összefoglaló |
| 1959 | Brno     |                   | Ernst Degner        | František Srna    | František Šťastný  | Eric Hinton       | Összefoglaló |
| 1958 | Brno     |                   | Ernst Degner        | František Bartoš  | František Šťastný  | Dickie Dale       | Összefoglaló |
| 1957 | Brno     |                   | Ernst Degner        | Helmut Hallmeier  | Helmut Hallmeier   | Gerold Klinger    | Összefoglaló |
| 1956 | Brno     |                   | František Bartoš    | Horst Kassner     | František Šťastný  | Gerold Klinger    | Összefoglaló |
| 1955 | Brno     |                   | Václav Parus        | Horst Kassner     | Hans Baltisberger  | Keith Campbell    | Összefoglaló |
| 1954 | Brno     |                   | František Bartoš    | František Šťastný | Leonhard Faßl      | Gustav Havel      | Összefoglaló |
| 1952 | Brno     |                   | Bernhard Petruschke | František Bartoš  | František Bartoš   | Antonín Vitvar    | Összefoglaló |
| 1951 | Brno     |                   |                     |                   |                    | Antonín Vitvar    | Összefoglaló |
| 1950 | Brno     |                   |                     | Josef Vejvoda     | Antonín Vitvar     | Antonín Vitvar    | Összefoglaló |
| 1947 | Prága    |                   |                     | Fergus Anderson   | Fergus Anderson    | Ted Frost         | Összefoglaló |